# Magnuseffekten

Det omgivande mediet rör sig åt höger i bilden. Kroppens rotation leder till en förflyttning av detta medium nedåt i bilden efter passagen. Denna förflyttning kompenseras av en kraft som verkar uppåt på kroppen. Bilden motsvarar en underskruvad boll som rör sig åt vänster i förhållande till omgivande luft, sedd från sidan.

Magnuskraften eller Magnuseffekten är ett fysikaliskt fenomen som uppträder för roterande kroppar. Effekten innebär att en kropp som rör sig genom en fluid (en vätska eller en gas) samtidigt som den roterar accelereras vinkelrätt mot rörelseriktningen, det vill säga att rörelseriktningen "böjs av". Det är den fysikaliska kraft som gör att roterande bollar får så kallad skruv inom olika bollsporter.
Effekten var känd redan av Isaac Newton, men är uppkallad efter Heinrich Gustav Magnus, en tysk kemist som i tjänst som artilleriofficer uppmärksammade och studerade effekten på artilleripjäser.
När en boll som flyger genom luften roterar uppstår på grund av friktion mot luften en förtätning av luftmolekyler (ökad densitet) på den "sida" som "möter" luften, och en mindre förtätning på den motsatta sidan eller till och med en förtunning, beroende på om periferihastigheten hos bollen i förhållande till tyngdpunkten (r*ω) är lägre eller högre än tyngdpunktens hastighet i förhållande till den mötande luften. Enligt gaslagarna innebär en förhöjd densitet även ett förhöjt tryck och vice versa. Eftersom densiteten och trycket är olika på de båda sidorna uppstår en kraft på bollen vinkelrätt mot rörelseriktningen. En boll som skruvas medurs i horisontalplanet kurvar åt höger (nedåt i översta figuren). Ju snabbare rotationen är desto större är Magnuseffekten på grund av de ökande tryckskillnaderna. Samtidigt uppträder en motkraft enligt Newtons tredje lag som accelererar den luft som passeras åt motsatt håll. En motsvarande kraft uppstår på en roterande cylinder (rotor) monterad på ett fartyg eller annat transportmedel.
Strömningen förbi en slät rotor eller boll "släpper" tidigt (slutar att följa ytan) så att det uppstår ett stort område med turbulens bakom. Detta ger ett stort luftmotstånd. Därför förses till exempel en golfboll med kontrollerade ojämnheter i form av små gropar (engelska: dimples). Kontrollerad ojämnhet hos rotorn eller bollen ökar visserligen friktionsmotståndet men minskar det totala motståndet genom att strömningen följer rotorns eller bollens yta en längre sträcka och minskar därigenom den yta bakom föremålet där strömningen släpper och som ger kraftig turbulens och "sug". Den ökade friktionen förstärker samtidigt Magnuseffekten.

## Tillämpningar

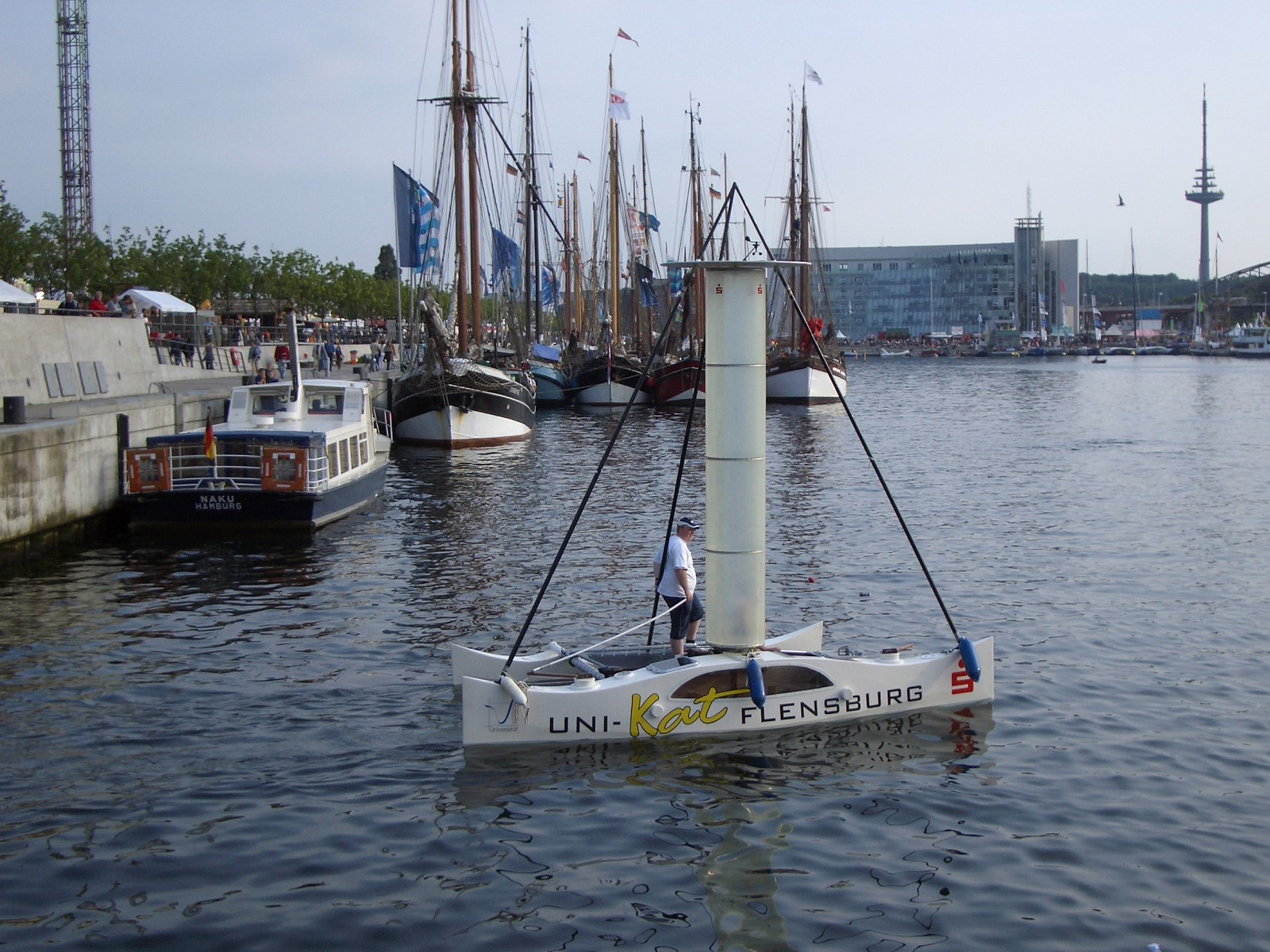
Katamaran med Flettner-rotor

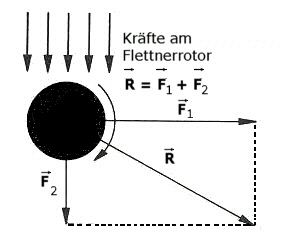
Krafter på en Flettner-rotor

Sedan 1924 har det gjorts försök att utnyttja Magnuseffekten för framdrivning av fartyg. Uppfinnaren Anton Flettner konstruerade ett rotorsegel för fartyg som istället för segel har roterande cylindrar, som med vindens hjälp för fartygen framåt. Rotorn fås att rotera med en separat motor. Sådana rotorsegel kallas därför även flettnerrotor. Den vind som möter rotorn, den relativa vinden, är sammansatt av vindens hastighetskomposant och fartygets hastighet. Som framgår av den figur som visar krafterna på rotorn är även rotorns luftmotstånd av betydelse. Maximal dragkraft R fås därför när den relativa vinden angriper från sidan med en dragning bakifrån. "Segling" rakt mot vinden är inte möjlig och segling med vinden inte särskilt effektiv eftersom Magnuseffekten då inte utnyttjas. Försöken lades i stort sett ned i samband med depressionen och införandet av motordrift med billigt bränsle. Även Flettnerflygplan, med rotorer i stället för vingar har prövats. 
Under andra halvan av 2010-talet har rotorsegel installerats på större moderna fartyg, i samband med att lägre bränslekostnader och minskade utsläpp fått större fokus. Bland annat utrustades det drygt 200 meter långa passagerarfartyget M/S Viking Grace med ett rotorsegel under tre år från 2018, utvecklat av det finländska teknikföretaget Norsepower.